# 扇芭蕉
扇芭蕉（学名：Strelitzia alba）为鹤望兰科鹤望兰属的植物。其种加词“alba”意为“白色的”。原生于非洲南部，目前已由人工引种栽培，像台湾岛、南美洲等地都有人工分布種植。